# Baksmällan del II
Baksmällan del II (originaltitel: The Hangover Part II) är en amerikansk komedifilm från 2011 och uppföljare till Baksmällan från 2009. Filmen är skriven och regisserad av Todd Phillips och i huvudrollerna finner man Bradley Cooper, Ed Helms och Zach Galifianakis.
Filmen är producerad av Legendary Pictures och distribueras av Warner Bros. Pictures. Produktionen inleddes i oktober 2010 och filmen hade premiär i USA den 26 maj 2011.

## Handling
Två år efter deras eskapad i Las Vegas reser Stu (Ed Helms), Phil (Bradley Cooper), Doug (Justin Bartha), och Alan (Zach Galifianakis) till Thailand för att fira Stus kommande bröllop med Lauren (Jamie Chung). Mycket till Alans bestörtning får de sällskap av Laurens yngre bror, Teddy (Mason Lee). Under Laurens fars (Nirut Sirijanya) tal visar han sitt ogillande av Stu genom att jämföra honom med grötigt ris. I slutet av natten går Stu tveksamt med Phil, Doug, Alan och Teddy för att ta en öl. De sitter vid en lägereld och grillar marshmallows och gruppen skålar för Stu och Laurens framtida lycka.
Följande morgon vaknar Phil, Stu och Alan, tillsammans med gangstern Leslie Chow (Ken Jeong) (som Alan blev vän med efter Las Vegas) och en kedjerökande apa i ett smutsigt hotellrum i Bangkok. Stu har helt plötsligt en ansiktstatuering, och Alans huvud är helt renrakat. De kan dock inte hitta Teddy, bara hans avhuggna finger. Chow börjar berätta om händelserna föregående natt men hans hjärta stannar plötsligt efter att ha dragit i sig en lina kokain medan han berättade. I panik dumpar trion Chows kropp i en ismaskin.

## Medverkande
| Bradley Cooper     | – Phil Wenneck                      |
| Ed Helms           | – Dr. Stuart "Stu" Price            |
| Zach Galifianakis  | – Alan Garner                       |
| Justin Bartha      | – Doug Billings                     |
| Crystal the Monkey | – Apan                              |
| Ken Jeong          | – Leslie Chow                       |
| Jeffrey Tambor     | – Sid Garner                        |
| Jamie Chung        | – Lauren, Stuarts fästmö            |
| Bryan Callen       | – Samir, stripklubbsägare i Bangkok |
| Mason Lee          | – Teddy, Laurens bror               |
| Paul Giamatti      | – Kingsley, Interpolagent           |
| Sasha Barrese      | – Tracy Billings, Dougs fru         |
| Gillian Vigman     | – Stephanie Wenneck, Phils fru      |
| Yasmin Lee         | – Kimmy                             |
| Nirut Sirijanya    | – Laurens pappa                     |

## Uppföljare
I maj 2011 sade regissören Todd Phillips att "det redan finns planer för en tredje film men inget manus eller startdatum". Om möjligheten av en "Baksmällan Del III", konstaterade Phillips, "Om vi skulle göra en tredje film, om publiken och viljan fanns där, tror jag att vi har en mycket tydlig uppfattning om var detta skulle leda. Detta är verkligen inte i samma mall som du har sett dessa filmer. Den tredje skulle vara mycket en final och en avslutning. Det är det jag kan säga om det, vad som finns i mitt huvud, och jag har inte diskuterat det med skådespelarna är att det är inte följer den mallen men väldigt mycket en ny idé. När och om det sker, sade jag att jag är väldigt öppen."
I maj gick Craig Mazin, som var med och skrev Baksmällan Del II, in i diskussioner om att skriva manuset till den tredje filmen.
Nu finns Baksmällan del III, den kom ut 2013.